# Seconda guerra dei due fratelli
La Seconda guerra dei due fratelli fu una guerra leggendaria combattuta in Britannia dopo la morte di re Dunvallo Molmuzio, della quale parla 
Goffredo di Monmouth nella sua Historia Regum Britanniae. Fu combattuta tra i due figli di Dunvallo, Belino e Brennio per la successione al trono paterno. Dopo molte battaglie, gli amici dei due contendenti riuscirono a farli giungere a un compromesso. Belino salì sul trono britannico e Brennio su quello del nord. L'accordo resse per cinque anni. La pace ebbe fine quando Brennio sposò la figlia del re di Norvegia, senza 
essersi prima consultato col Belino, che invase il nord. Brennio fece allora ritorno dalla Norvegia con una grande flotta, ma fu attaccato da quella dei danesi, guidati dal loro re, che desiderava la moglie di Brennio. Il sovrano danese catturò la sposa di Brennio e poi sbarcò nella Northumbria, dove venne catturato da Belino. Sbarcato a Albany, Brennio chiese la restituzione delle sue terre e di sua moglie, minacciando guerra.
Le due armate si affrontarono nelle foreste di Calaterium, dove Belino sconfisse Brennio, che scappò in Gallia. Belino salì allora sul trono di tutta la Britannia, applicando le Leggi molmutine del padre e regnando con giustizia. In Gallia, Brennio sposò la figlia del duca degli allobrogi, a cui successe dopo la morte. Dopo aver stretto patti con tutte le altre tribù galliche, Brennio attaccò in forze il fratello, ma la madre riuscì a far giungere i due a un accordo. Così, i due fratelli regnarono in armonia reciproca sui propri reami.